# Louise Héritte-Viardot

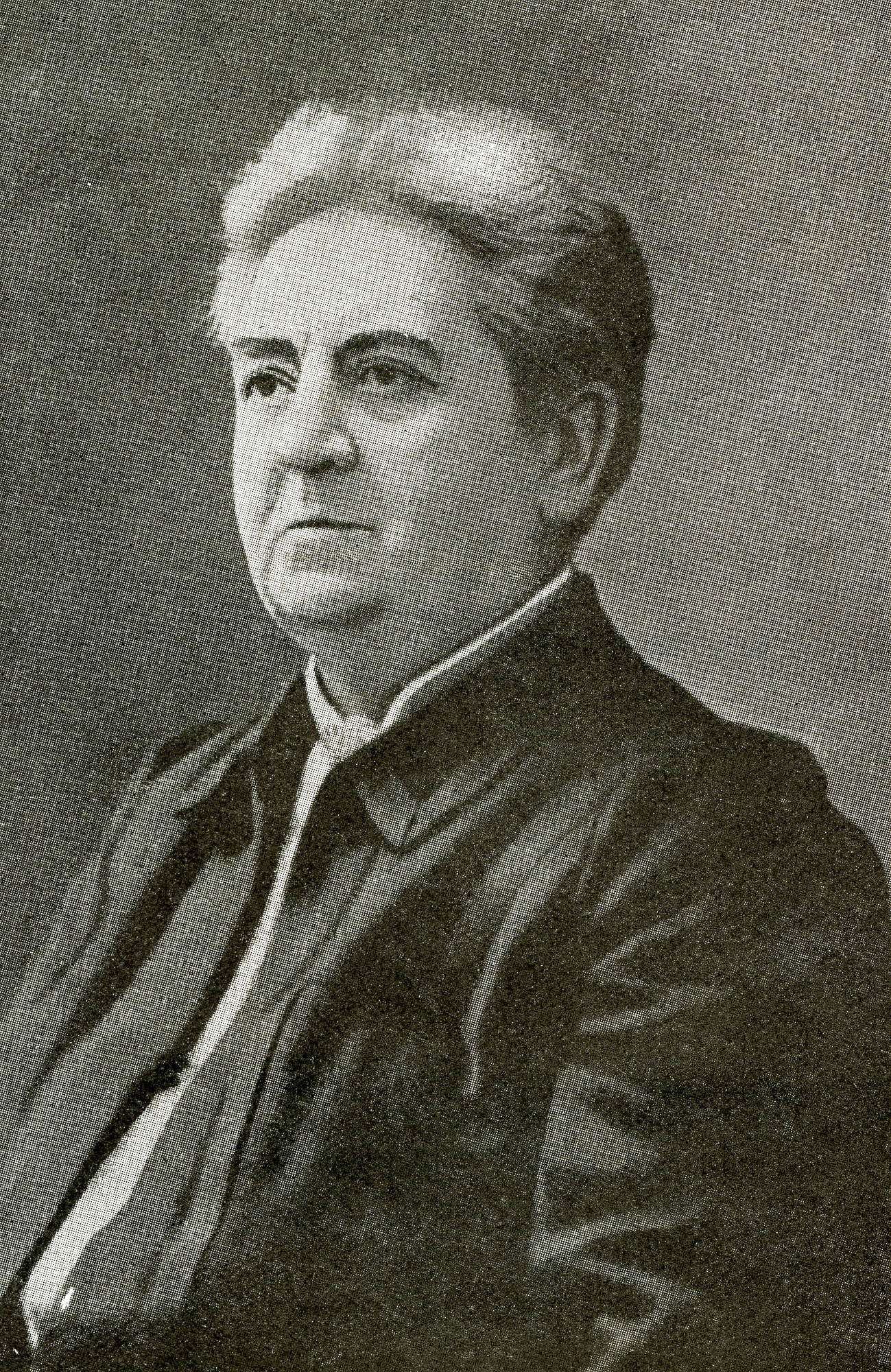
Louise Heritte-Viardot

Louise Pauline Marie Héritte-Viardot (* 14. Dezember 1841 in Paris; † 17. Januar 1918 in Heidelberg) war eine französische Komponistin, Pianistin, Sängerin und Gesangspädagogin.

## Leben
Héritte-Viardot entstammte einer Musikerfamilie: Ihre Mutter war die berühmte Sängerin Pauline Viardot-Garcia, eine Tochter des spanischen Tenors Manuel del Pópulo Vicente García, ihre Tante die legendäre Maria Malibran. Sie wurde von ihrer Mutter zur Sängerin ausgebildet und debütierte 1871 als Opernsängerin in St. Petersburg, zu dieser Zeit unterrichtete sie bereits am dortigen Konservatorium Gesang. Ihre Bühnenkarriere wurde in den Folgejahren jedoch durch gesundheitliche Probleme beeinträchtigt. Auf Vermittlung von Clara Schumann fand sie in den 1880ern eine Anstellung als Gesangslehrerin am Hoch’schen Konservatorium.

## Werk
Héritte-Viardot komponierte neben kammermusikalischen Stücken, wie z. B. Streich- und Klavierquartetten, auch Orchesterwerke und Sinfonien sowie eine Oper und Lieder, viele ihrer Kompositionen sind aber verloren gegangen. Hierzu zählt ein 1877 in Paris uraufgeführtes Trio in c-Moll ebenso wie eine Sonate für Cello und Klavier aus dem Jahr 1909. 1879 wurde ihre komische Oper Lindoro in Weimar uraufgeführt. Ihre drei Klavierquartette (Quartett d-Moll, Quartett A-Dur Im Sommer und D-Dur Spanisches Quartett) wurden 2008 auf CD aufgenommen.